# Leochilus labiatus
Leochilus labiatus là một loài thực vật có hoa trong họ Lan. Loài này được (Sw.) Kuntze mô tả khoa học đầu tiên năm 1891.

## Hình ảnh

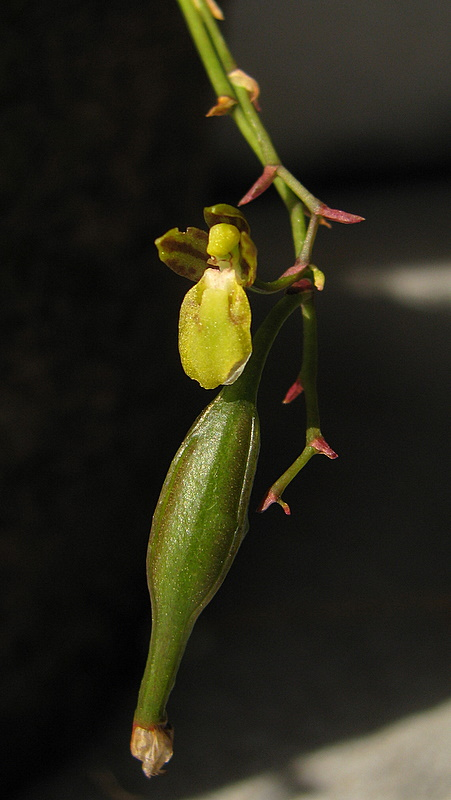
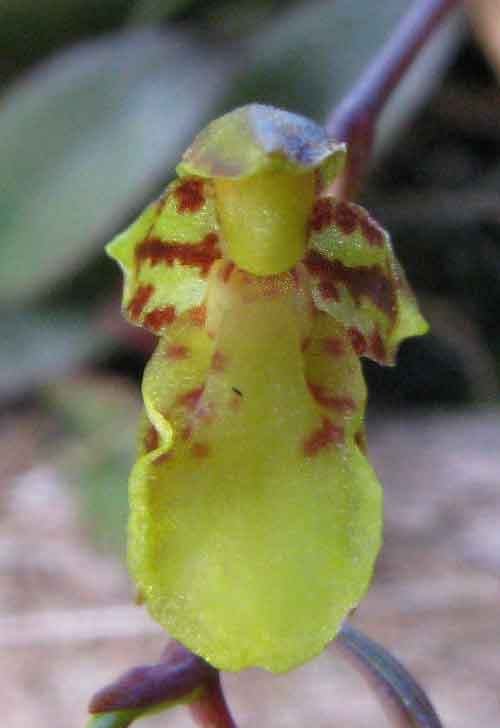